# Abloy
Abloy Oy — финский производитель замков, систем запирания и строительных скобяных изделий, а также разработчик изделий в области технологии электромеханических замков. Abloy Oy входит в состав Assa Abloy — шведской группы компаний производителей замков. ASSA ABLOY была образована в 1994 году путём отделения от шведской фирмы производителя систем безопасности Securitas AB. Вскоре после этого предприятие было приобретено финским производителем замков Abloy Oy — дочерним предприятием финской компании Wärtsilä.

## Продукция

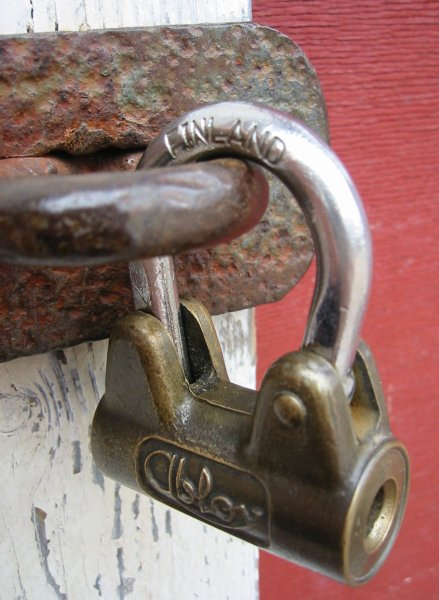
Навесной замок Abloy

Компания выпускает: электромеханические замки, замки для металлической мебели, замки для офисной мебели, навесные замки, накладные замки, корпуса замков, цилиндры для различных типов врезных замков, а также дверные механизмы, дверную автоматику и архитектурные скобяные изделия.